# 楕円軌道

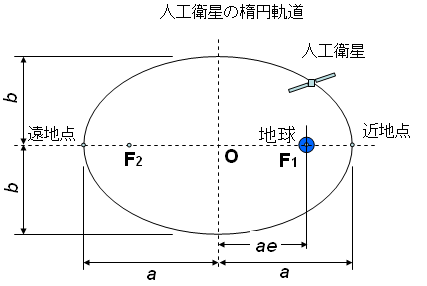
左記において説明している内容を図面に表した図です。

楕円軌道（だえんきどう、英語: elliptical orbit）とは、逆二乗の法則に従う力の作用の下で、束縛された物体がとる軌道である。

## 概要
万有引力の法則やクーロンの法則は逆二乗の法則で表される。このような力の作用の下で運動する物体がとる軌道は、力の中心を焦点とする2次曲線となる。2次曲線の軌道のうち、距離が有限にとどまる軌道、すなわち束縛軌道が楕円軌道である。
太陽系において、惑星に作用する力は太陽からの万有引力が支配的であり、その周回軌道はほぼ楕円軌道となる。これはケプラーの第1法則として知られている。また、惑星の周りを周回する衛星の軌道もほぼ楕円軌道となる。人工衛星の軌道には、利用上の便宜から円軌道をとる場合もあるが、これは楕円軌道の特別な場合である。軌道離心率が大きい場合には、長楕円軌道とも呼ばれる。
力の中心となる天体は二つある楕円の焦点（図の点F1）に位置しており、楕円の図形的中心（図の点O）に来るわけではない。楕円軌道にある人工衛星は地表からの高度が軌道上の位置によって変化する。地球に最も近づいた点を近地点（ペリジ、perigee）と呼び、地球から最も遠ざかった点を遠地点（アポジ、apogee）と呼ぶ。また惑星が太陽に最も近づく点は近日点、最も遠ざかる点は遠日点と呼ばれる。

## 軌道の表現
2次曲線は焦点を原点とする極座標 (r, φ) により
{\displaystyle r={\frac {L}{1+e\cos \phi }}}
で表される。e は離心率と呼ばれるパラメータで、2次曲線の概形を表す。離心率が 0 ≤ e < 1 の範囲にあるとき、分母がゼロとならないため、焦点からの距離 r が有限にとどまり楕円となる。L は半通径、あるいは半直弦と呼ばれる2次曲線の大きさを表すパラメータである。
楕円においては長半径が
{\displaystyle a={\frac {L}{1-e^{2}}}}
で定義され、半通径に変えて楕円の大きさを表すパラメータとして用いることができる。
2次曲線が天体などの軌道である場合、角度変数 φ は真近点角と呼ばれる。
真近点角 φ = 0 のとき、近点距離
{\displaystyle r_{\text{min}}={\frac {L}{1+e}}=a(1-e)}
となり、φ = π のとき、遠点距離
{\displaystyle r_{\text{max}}={\frac {L}{1-e}}=a(1+e)}
となる。

## 運動の解析
逆二乗の法則に従う力は保存力であり、ポテンシャルは V = −k/r で与えられる。
このポテンシャルの下での運動を記述するハミルトン関数は
{\displaystyle {\mathcal {H}}={\frac {{p_{r}}^{2}}{2m}}+{\frac {{p_{\phi }}^{2}}{2mr^{2}}}-{\frac {k}{r}}}
である。この系は保存系であり、エネルギーを保存する。また、変数 φ はハミルトン関数に含まれない循環座標であり、これに共役な角運動量も保存する。
先にみたように、2次曲線は二つのパラメータ L, e で表されるため、二つの保存量により運動が決定される。
保存エネルギーを E、保存角運動量を J とすると
{\displaystyle E={\frac {{p_{r}}^{2}}{2m}}+{\frac {J^{2}}{2mr^{2}}}-{\frac {k}{r}}}
である。楕円軌道では有限の距離に束縛されているので E < 0 である。
長半径は
{\displaystyle a={\frac {k}{2|E|}}=-{\frac {k}{2E}}}
となる。
また、軌道周期は
{\displaystyle T={\frac {\pi k}{|E|^{3/2}}}{\sqrt {\frac {m}{2}}}=2\pi a^{3/2}{\sqrt {\frac {m}{k}}}}
となる。周期の二乗が長半径の三乗に比例することはケプラーの第3法則として知られている。